# Phyllodactylus duellmani
Espèce
Statut de conservation UICN

 LC  : Préoccupation mineure
Phyllodactylus duellmani est une espèce de geckos de la famille des Phyllodactylidae.

## Répartition et habitat
Cette espèce est endémique du Michoacán au Mexique. Elle vit dans la forêt tropicale sèche.

## Étymologie
Cette espèce est nommée en l'honneur de William Edward Duellman.

## Publication originale
- Dixon, 1960 : Two new geckos, genus Phyllodactylus (Reptilia: Sauria), from Michoacan, Mexico. Southwestern Naturalist, vol. 5, no 1, p. 37-42.